# أميركان تي روم
أميركان تي روم American Tea Room هي كانت شركة بيع بالتجزئة للشاي والقهوة، مقرها في بيفرلي هيلز في كاليفورنيا.
وكانت تملك أيضا متجر أونلاين ومقهى.
توقفت عن العمل في 8 مارس 2018.